# Wake Me When the War Is Over
Pour plus de détails, voir Fiche technique et Distribution.
Wake Me When the War Is Over est un téléfilm américain diffusé pour la première fois sur le réseau ABC le 14 octobre 1969. Les acteurs principaux sont Ken Berry, Eva Gabor et Werner Klemperer, plus connu dans le rôle du Col. Klink dans Papa Schultz.

## Synopsis
L'histoire se déroule pendant les derniers jours de la Seconde Guerre mondiale. Le Lieutenant Roger Carrington (Ken Berry), un soldat de l'US Air Force, subit une avarie en plein vol et est forcé de se poser en territoire allemand. Il est caché par Marlene (Eva Garbor), une baronne locale qui est par chance contre les Nazis. Elle sympathise avec Carrington, le prend sous son aile pour mieux le cacher, et finalement tombe amoureuse du soldat. Malheureusement, lorsque la guerre prend fin, elle se rend compte que Carrington va repartir. Elle décide alors de ne pas lui dire la vérité afin qu'il puisse rester à ses côtés. Ce petit stratagème va durer cinq ans, jusqu'à ce que Carrington décide qu'il est de son devoir de continuer le combat et sort du domaine de Marlene, sans se rendre compte qu'il est maintenant dans un pays pacifié : personne ne peut lui dire que la guerre est finie, puisque personne ne parle anglais autour de lui.
Le scénario est similaire au film de 1965 Situation désespérée, mais pas sérieuse.

## Fiche technique
- Réalisation : Gene Nelson
- Scénario : Frank Peppiatt et John Aylesworth
- Producteur : Sidney Morse et Gene Nelson
- Photographie : Archie R. Dalzell
- Direction artistique : Tracy Bousman
- Décors : Ned Parson
- Costumes : Harald Johnson et Madeline Sylos
- Montage : Leon Carrere
- Musique : Fred Steiner
- Distribution : ABC
- Langue : anglais
- Format : Film TV

## Distribution
- Ken Berry : Roger Carrington
- Eva Gabor : Baronne Marlene
- Werner Klemperer : Erich Mueller
- Danielle De Metz : Eva
- Hans Conried : Erhardt
- Jim Backus : Colonel
- Parley Baer : le majordome d'Erhardt

## Sources
- (en) Cet article est partiellement ou en totalité issu de l’article de Wikipédia en anglais intitulé « Wake Me When the War Is Over » (voir la liste des auteurs).